# Phaea rubella
Phaea rubella là một loài bọ cánh cứng trong họ Cerambycidae.